# Johan van Oldenbarnevelt
Johan van Oldenbarnevelt (født 14. september 1547 i Amersfoort, død 13. maj 1619 i Haag) var en nederlandsk diplomat og rådspensionær. Han blev kendt som Fædrelandets far.
Efter fuldført uddannelse og rejser i udlandet slog han sig ned som advokat i Haag. Fra 1572 var han Vilhelm I af Oraniens nærmeste medarbejder i kampene mod spanjolerne. Efter Vilhelms død i 1584 blev han leder, rådspensionær, over de forenede nederlandske provinser.
Oldenbarnevelt var kalvinist, men meget moderat og tilhørte de såkaldte remonstranter. Han var tilhænger af provinsernes selvstændighed i forhold til centralmagten og kom derfor i konflikt med Morits af Oranien. Dette førte til hans fald, og i 1618 blev han arresteret og tiltalt for højforræderi. Han blev henrettet ved halshugning i Haag.

## Liv og gerning
Oldenbarnevelt slog sig efter rejser til udlandet ned som advokat i Haag. Ved den nederlandske frihedskrigs udbrud sluttede Oldenbarnevelt sig til frihedsbevægelsen og kæmpede som frivillig blandt andet ved Leidens forsvar 1573-74. I 1576 udnævntes han til råd- og "pensionaris" i Rotterdam denne post, som medførte medlemskab i provinsen Hollands stænderforsamling, gav ham mulighed for at spille en betydelig rolle, og hans store energi, evner som statsmand og hans veltalenhed gav ham i løbet af kort tid en fremtrædende stilling i provinsen.

### Rådgiver for Vilhelm af Oranien
Han blev Vilhelm af Oraniens vigtigste rådgiver og medhjælper i befrielsesbestræbelserne. Han medvirkede blandt andet ved oprettelsen af unionen i Utrecht (1579). Hans mest betydende tid faldt dog efter Vilhelms død i 1584, da opgaven med at lede den nederlandske fristats politik under de yderst vanskelige forhold, som da fremkom, alene faldt på ham.
Det var på hans forslag, at den unge Morits af Oranien blev valgt til Hollands statholder og generalkaptajn. Under den fra England til Nederlandenes hjælp sendte Leicesters guvernørstid var han leder af de hollandske stænders modstand mod Leicesters centralisationsbestræbelser, hvilke blandt andet tog sig udtryk i forsøg på at gennemføre den calvinistiske læres eneherredømme. Hævdelse af provinsernes selvstændighed var i det hele taget en ledestjerne for Oldenbarnevelts indre politik.

### Den ledende politiker
I 1586 blev Oldenbarnevelt udpeget til Hollands "landsadvokat". I denne egenskab var han egentlig de hollandske provinsstænders underordnede embedsmand, men takket være hans personlige indflydelse og store dygtighed førte embedet til ledelsen af provinsens både ydre og indre anliggender.[kilde mangler] Som den vigtigste provins ledende minister fik Oldenbarnevelt en bestemmende indflydelse også i generalstaterne og blev dermed faktisk hele forbundsrepublikkens leder. Morits fulgte længe stort set Oldenbarnevelts anvisninger.
Oldenbarnevelt formåede også at få de ivrige kalvinister til at underkaste sig hans indflydelse. Leicester tabte al indflydelse og forlod landet i 1587. Under de efterfølgende kritiske år fremstod Oldenbarnevelts evner som statsmands på den mest lysende måde. Han løste den svære opgave ved at bevare et karrig sammenhold mellem de provinser der var fyldt med partistrider. Sin anvendte arbejdsevne til ledelse af alle sider af styrelsen, erstattede bristen på en centralmyndighed.
Oldenbarnevelt bidrog i væsentlig udstrækning til organisationen af den hær, med hvilken Morits vandt sine sejre. Udenrigspolitikken blev dog det vigtigste område for hans virksomhed, åbningen af forhandlinger med Spanien i 1606 om fred eller våbenstilstand ledte til nye partikampe i republikken, da Morits og de ivrige calvinister var for krigens fortsættelse, mens Oldenbarnevelt, som på sin side havde det mægtige borgeraristokrati i Holland, ønskede fred.
Da Oldenbarnevelt imidlertid under forhandlingerne formåede at få gennemført så godt som alle de hollandske ønsker, blev modstanden mod traktaten brudt, og en våbenstilstandsaftale blev indgået i 1609. Nu tog partikampene i den nederlandske republik ny fart; særligt rasede de på det religiøse område, mellem arminianere og de strenge calvinister (gomaristerne). Førstnævnte fik støtte af Oldenbarnevelt og Hollands stænder, mens de sidstnævnt på sin side havde støtte hos den lavere befolkning, generalstaterne og Morits af Oranien.
Under indflydelse fra Oldenbarnevelt, som fortsat skarpt hævdede den provinsielle selvstændighed, nægtede Hollands stænder tilslutning til en af generalstaternes majoritet besluttede nationalsynode og hvervede tillige tropper for at undertrykke de uroligheder, som de calvinistiske talsmænd kunne skabe. Spændingen i folket voksede imidlertid til en truende højde, og generalstaterne gav Morits til opgave at med våbenmagt fremtvinge den hvervede hollandske styrkes opløsning.

### Dommen
Morits rykkede med sine tropper frem mod Utrecht, som havde tilsluttet sig Hollands politik, hollænderne faldt straks til føje, og Morits lod Oldenbarnevelt, samt et par af hans vigtigste støtter arresteres; blandt dem Hugo Grotius (1618). Oldenbarnevelt blev stillet for retten ved en særskilt oprettet domstol, hvis medlemmer overvejende var hans personlige fjender; han nægtede at forsvare sig i denne ret, som ikke havde nogen lovlig bemyndigelse til at sidde til doms over ham.
Oldenbarnevelt blev så dømt til døden for højforræderi og halshugget. Hans to sønner, Reinier og Willem, forsøgte at hævne hans død ved et anslag mod Morits liv i 1623, men det blev opdaget. Reinier blev halshugget, mens Willem, den egentlige ophavsmand, undslap. Willem kæmpede siden sammen med spanjolerne mod sit fædreland.

## Betydning
Oldenbarnevelt er uden tvivl en af den nederlandske histories mest betydende personligheder og nævnes med rette ved siden af Vilhelm af Oranien som den nederlandske fristats grundlægger. Hans virksomhed var af den største betydning såvel for udformningen af republikkens forfatning og organisation som for skabelsen af dens ydre magtstilling. Også Nederlandenes udvikling til en merkantil stormagt havde Oldenbarnevelt stor indflydelse på.
Sine største sejre vandt han på diplomatiets område, og det er blevet sagt, at "Oldenbarnevelts historie er identisk med den nederlandske politik". Hans indre politik med dens stærke hævdelse af den provinsielle partikularisme var næppe lige så heldig for Nederlandenes videre udvikling, skønt hans standpunkt formelt turde have været rigtigt.
De anklagelser for landsforræderi og personlig egennytte, som hans fjender fremsatte mod ham, var uden tvivl helt uberettigede. Nok var han herskelysten og ofte hensynsløs, men der kan dog ikke være nogen rimelig tvivl om, at hans virksomhed altid skete for fædrelandets, hvilket for ham var provinsen Hollands, nytte.

## Galleri
- Gravering.
- Statue af Johan van Oldenbarnevelt ved Zuidsingel i Amersfoort, af Ingrid Mol.
- Buste af Johan van Oldenbarnevelt, lavet af August Falise (Stedelijk Gymnasium Johan van Oldenbarnevelt)
- Statue af Johan van Oldenbarnevelt i Haag ved Lange Vijverberg. Præsenteret i 1954 og lavet af Oswald Wenckebach.
- Våben af Johan van Oldenbarnevelt